# Lernanthropus incilis
Lernanthropus incilis is een eenoogkreeftjessoort uit de familie van de Lernanthropidae. De wetenschappelijke naam van de soort is voor het eerst geldig gepubliceerd in 2011 door Ho, Liu & Lin.